# مسجد حاج جعفردایی
مسجد حاج جعفردائی مربوط به دوره قاجار است و در تبریز، میدان ساعت، خیابان ارتش جنوبی، نبش خیابان صدر واقع شده و این اثر در تاریخ ۵ تیر ۱۳۸۴ با شمارهٔ ثبت ۱۱۹۸۵ به‌عنوان یکی از آثار ملی ایران به ثبت رسیده است.